# الربيع والخريف (رواية)
الربيع والخريف رواية للكاتب السوري حنا مينه، صدرت عام 1991.

## عن الرواية
الربيع والخريف، تعرض جانباً من سيرة الكاتب الذاتية خلال سنوات المنفى التي قضاها في الصين والمجر، والتي تأتي بعد روايته الثلج يأتي من النافذة التي روى فيها قصة المناضل الاشتراكي والاضطهاد والملاحقة اللتين لحقتا به وصولاً إلي حياة المنفى القسري.

### قصة الرواية
«الربيع والخريف» للكاتب حنا مينة هي امتداد فني وايديولوجي لرواية «الثلج يأتي من النافذة». فقد بقيت الرواية لاهثة وراء الواقع ولم تستطع مواكبته، فهي رواية الموقف الدعائي السياسي أكثر مما هي رواية الهدف السياسي. ، وقد كتب حنا مينه رواية «الربيع والخريف» عن «بلاد المجر-هنغارية» وعن الثورة المضادة في المجر عام 1956.

## انتقادات

### اقتباسات من الرواية
- إذا لم تتغير الحياة من القاعدة من الصعب تغييرها من القمة.
- الماء إذا استقر في البركة لمدة طويلة يفسد.
- كل ما نكتشفه نألفه، كل ما نألفه نضجر منه.